# U-280
| U-280                      | U-280                                                          | U-280                                                          |
| -------------------------- | -------------------------------------------------------------- | -------------------------------------------------------------- |
|                            |                                                                |                                                                |
|                            |                                                                |                                                                |
|                            |                                                                |                                                                |
| Під прапором               | Третій рейх                                                    | Третій рейх                                                    |
| Спуск на воду              | 4 січня 1943 року                                              | 4 січня 1943 року                                              |
| Виведений зі складу флоту  | 16 листопада 1943 року                                         | 16 листопада 1943 року                                         |
| Сучасний статус            | затоплений                                                     | затоплений                                                     |
| Проєкт                     |                                                                |                                                                |
| Тип ПЧ                     | Торпедний ДПЧ                                                  | Торпедний ДПЧ                                                  |
| Основні характеристики     |                                                                |                                                                |
| Швидкість (надводна)       | 17,7 вузла                                                     | 17,7 вузла                                                     |
| Швидкість (підводна)       | 7,6 вузла                                                      | 7,6 вузла                                                      |
| Робоча глибина занурення   | 100 м                                                          | 100 м                                                          |
| Гранична глибина занурення | 220 м                                                          | 220 м                                                          |
| Екіпаж                     | 44 особи                                                       | 44 особи                                                       |
| Розміри                    |                                                                |                                                                |
| Довжина найбільша (по КВЛ) | 67,1 м                                                         | 67,1 м                                                         |
| Ширина корпусу найб.       | 6,2 м                                                          | 6,2 м                                                          |
| Висота                     | 9,6 м                                                          | 9,6 м                                                          |
| Середня осадка (по КВЛ)    | 4,70 м                                                         | 4,70 м                                                         |
| Водотоннажність надводна   | 769 т                                                          | 769 т                                                          |
| Озброєння                  |                                                                |                                                                |
| Артилерія                  | одна палубна гармата калібру 88-мм, одна 20-мм зенітна гармата | одна палубна гармата калібру 88-мм, одна 20-мм зенітна гармата |
| Торпедно- мінне озброєння  | 4 носових і один кормовий ТА. 14 торпед або 26 мін             | 4 носових і один кормовий ТА. 14 торпед або 26 мін             |

U-280 — німецький підводний човен типу VIIC, часів  Другої світової війни.
Замовлення на будівництво човна було віддане 5 червня 1941 року. Човен був закладений на верфі суднобудівної компанії «Bremer Vulkan-Vegesacker Werft» у місті Бремен-Вегесак 30 квітня 1942 року під заводським номером 45, спущений на воду 4 січня 1943 року, 13 лютого 1943 року увійшов до складу 8-ї флотилії. Також за час служби перебував у складі 3-ї флотилії. Єдиним командиром човна був оберлейтенант-цур-зее Вальтер Гунгерсгаузен.
Човен зробив 1 бойовий похід, у якому не потопив та не пошкодив жодного судна.
16 листопада 1943 року потоплений у Північній Атлантиці західніше Ірландії (49°11′ пн. ш. 27°32′ зх. д. / 49.183° пн. ш. 27.533° зх. д.) глибинними бомбами британського бомбардувальника «Ліберейтор». Всі 49 членів екіпажу загинули.